# オーバー・ザ・ガーデンウォール
『オーバー・ザ・ガーデンウォール』（Over the Garden Wall）は、アメリカ合衆国のテレビアニメ。2014年11月にアメリカのカートゥーン・ネットワークで放送された、本編は10分ほどで全10話、日本で長編版が2016年2月11日に放送された。長編版からカットされたシーンが追加された15分シリーズ版も放送されている。

## あらすじ
知らないうちに霧が立ち込める森に迷い込んだ少し気弱で優しい兄・ワートと、無邪気な弟のグレッグ。
謎に包まれたその場所は「名もなき森」。森で出会った木こりの話によれば、この森には恐ろしいビーストがさまよっているという。
ビクトリア朝の風景を持つ森で起こるふたりの旅を通じて、ずっと忘れ去られていた名もなき物語が解き明かされていく。

## 制作

### 日本語吹き替え版
ワートの役は、イライジャ・ウッドの吹き替えを数多く演じてきた浪川大輔が演じた。
浪川はこれまでもウッドの演技を参考に吹き替えをこなし、吹き替えの際もウッドへの尊敬を込めた演技をした。加えて、浪川は本作は作品そのものを楽しむことが重要であると考え、ワートのキャラクター性や作品のユーモアも演技の参考にした。

## 登場人物
ワート（Wirt）
声：イライジャ・ウッド/浪川大輔
本作の主人公のひとりであるグレッグの兄。頼りなげで気弱な性格だが、頑固な一面もある。詩とクラリネット演奏が趣味。
グレッグ（Gregory）
声：コリン・ディーン/菊池こころ
本作の主人公のひとり。ワートの弟。無邪気でポジティブな性格。いつもカエルのジェイソンを連れている。
ベアトリス（Beatrice）
声：メラニー・リンスキー/沢城みゆき
ワートとグレッグが森で出合った鳥。人間の言葉を話せる。家に帰る手伝いをしてくれるという「まきばのアデレード」の元へワートとグレッグを導く。
木こり（The Woodsman）
声：クリストファー・ロイド/浦山迅
手に持つランタンのオイルを作っている。ワートとグレッグに森にはビーストがいることを伝えた。娘がいる。
ビースト（The Beast）
声：/ひのあらた
森に住む怪物。名もなき森で迷える者を探している。
アデレード（Adelaide）
声：/井上祐子

## スタッフ

### メインスタッフ
- 監督 -  パトリック・マクヘイル
- アニメーション制作 - カートゥーン・ネットワーク・スタジオ
- 製作 - カートゥーン ネットワーク

### 日本語版スタッフ
- 日本語版制作 - カートゥーン・ネットワーク

## 各話リスト
| 話数 | サブタイトル           | 原題                          | 長編版カットシーン |
| ---- | ---------------------- | ----------------------------- | ------------------ |
| 1    | 古い水車小屋           | The Old Grist Mil             |                    |
| 2    | トウモロコシ畑での受難 | Hard Times at the Huskin' Bee |                    |
| 3    | 学校はてんやわんや     | Schooltown Follies            |                    |
| 4    | 闇のランタン           | Songs of the Dark Lantern     |                    |
| 5    | 狂気の愛               | Mad Love                      |                    |
| 6    | カエルの子守唄         | Lullaby in Frogland           |                    |
| 7    | 魔法のベル             | The Ringing of the Bell       |                    |
| 8    | 森に残された子供たち   | Babes in the Wood             |                    |
| 9    | 名もなき森の入口       | Into the Unknown              |                    |
| 10   | 名もなき森             | The Unknown                   |                    |